# Kalibaru Kulon
Kalibaru Kulon is een bestuurslaag in het regentschap Banyuwangi van de provincie Oost-Java, Indonesië. Kalibaru Kulon telt 7218 inwoners (volkstelling 2010).